# Comuna Seaca de Câmp, Dolj
Seaca de Câmp este o comună în județul Dolj, Oltenia, România, formată din satele Piscu Nou și Seaca de Câmp (reședința). Numele comunei vine de la un arendaș al moșiei de pe vremea boierilor Bibești, Seca Carave, a cărui moșie arendată intră și în teritoriul comunei noastre în anii 1580 - 1588. După numele acestui arendaș grec din Constantinopole, oamenii au intitulat satul lor cu numele Seca, care a devenit mai târziu nume popular Seaca. Ulterior s-a completat numele de Seaca de Câmp, datorită regiunii în care este așezată comuna.

## Demografie
Componența etnică a comunei Seaca de Câmp
     Români (93,26%)
     Romi (1,47%)
     Alte etnii (0,18%)
     Necunoscută (5,09%)
Componența confesională a comunei Seaca de Câmp
     Ortodocși (93,81%)
     Penticostali (1,04%)
     Alte religii (0%)
     Necunoscută (5,15%)
Conform recensământului efectuat în 2021, populația comunei Seaca de Câmp se ridică la 1.631 de locuitori, în scădere față de recensământul anterior din 2011, când fuseseră înregistrați 1.965 de locuitori. Majoritatea locuitorilor sunt români (93,26%), cu o minoritate de romi (1,47%), iar pentru 5,09% nu se cunoaște apartenența etnică. Din punct de vedere confesional, majoritatea locuitorilor sunt ortodocși (93,81%), cu o minoritate de penticostali (1,04%), iar pentru 5,15% nu se cunoaște apartenența confesională.

## Politică și administrație
Comuna Seaca de Câmp este administrată de un primar și un consiliu local compus din 11 consilieri. Primarul, Iulică Băloi[*], de la Partidul Național Liberal, este în funcție din 2016. Începând cu alegerile locale din 2024, consiliul local are următoarea componență pe partide politice:
|  | Partid                          | Consilieri | Componența Consiliului | Componența Consiliului | Componența Consiliului | Componența Consiliului | Componența Consiliului | Componența Consiliului | Componența Consiliului |
|  | ------------------------------- | ---------- | ---------------------- | ---------------------- | ---------------------- | ---------------------- | ---------------------- | ---------------------- | ---------------------- |
|  | Partidul Național Liberal       | 7          |                        |                        |                        |                        |                        |                        |                        |
|  | Partidul Social Democrat        | 3          |                        |                        |                        |                        |                        |                        |                        |
|  | Alianța pentru Unirea Românilor | 1          |                        |                        |                        |                        |                        |                        |                        |